# Куца
Куца (рум. Cuța) — село у повіті Сату-Маре в Румунії. Входить до складу комуни Соконд.
Село розташоване на відстані 419 км на північний захід від Бухареста, 29 км на південь від Сату-Маре, 95 км на північний захід від Клуж-Напоки.

## Населення
За даними перепису населення 2002 року у селі проживали 418 осіб, усі — румуни. Усі жителі села рідною мовою назвали румунську.